# Солонгой
Солонгой (Mustela altaica) е вид бозайник от семейство Порови (Mustelidae). Видът е почти застрашен от изчезване.

## Разпространение
Разпространен е в Бутан, Индия, Казахстан, Киргизстан, Китай, Монголия, Пакистан, Русия и Таджикистан.